# ナンバーシックスヴァルヴァーディ
ナンバーシックスヴァルヴァーディ (Numbersixvalverde) はアイルランドの競走馬である。2006年のグランドナショナルに優勝した。

## 戦績
デビュー戦となったのは2001年12月のナショナルハントフラットレース（障害馬用平地競走）。しかしここは2着に敗れ、初勝利は8戦目のハードル競走。その後もハードル競走に出走を続けるが、再び勝利することは出来なかった。
しかし、チェイスに転向した2004/2005シーズンには12月と1月にそれぞれ勝利を挙げる。そして3月に行われたアイリッシュグランドナショナルに2番人気で出走。道中は中段に位置し、最後の直線手前で徐々に進出するとゴール前で粘るジャックハイをかわして優勝した。
そして2005/2006シーズンではグランドナショナルを目標に調整がされた。グランドナショナルでは昨年の優勝馬であるヘッジハンター、そして一昨年の2着馬であるクランロイヤルが並んで1番人気となり、ナンバーシックスヴァルヴァーディは10ストーン8ポンド（約67.1kg）のハンデを背負い、単勝12倍の5番人気となっていた。レースではナンバーシックスヴァルヴァーディは1周目では後方を追走、2周目の第28障害あたりでヘッジハンター、クランロイヤルと共に先頭に立つ。最終障害を越えるとまずクランロイヤルが失速。そしてゴール前の直線でヘッジハンターを突き放して6馬身差をつけて優勝した。鞍上のマッデン騎手は20歳であり、グランドナショナル初騎乗での勝利だった。勝ちタイムは9分41秒0。出走馬40頭中9頭が完走した。
翌2007年のグランドナショナルでは11ストーン6ポンド（約72.6kg）の斤量を課せられ、優勝したシルバーバーチから40馬身離された6着に終わった。その後、脚部に故障を発症し長期休養に入ったが、結局回復することなく2009年1月に引退を発表した。

## 血統表
| ナンバーシックスヴァルヴァーディの血統プリンスリーギフト系 / Court Martial4×5=9.38% | ナンバーシックスヴァルヴァーディの血統プリンスリーギフト系 / Court Martial4×5=9.38% | ナンバーシックスヴァルヴァーディの血統プリンスリーギフト系 / Court Martial4×5=9.38% | （血統表の出典）    | （血統表の出典） |
| 父 Broken Hearted 1984 鹿毛                                                         | 父の父Dara Monarch 1979 鹿毛                                                        | *Realm                                                                              | Princely Gift       | Princely Gift    |
| 父 Broken Hearted 1984 鹿毛                                                         | 父の父Dara Monarch 1979 鹿毛                                                        | *Realm                                                                              | Quita               |                  |
| 父 Broken Hearted 1984 鹿毛                                                         | 父の父Dara Monarch 1979 鹿毛                                                        | Sardara                                                                             | Alcide              | Alcide           |
| 父 Broken Hearted 1984 鹿毛                                                         | 父の父Dara Monarch 1979 鹿毛                                                        | Sardara                                                                             | Plaza               |                  |
| 父 Broken Hearted 1984 鹿毛                                                         | 父の母Smash 1976 鹿毛                                                               | Busted                                                                              | Crepello            | Crepello         |
| 父 Broken Hearted 1984 鹿毛                                                         | 父の母Smash 1976 鹿毛                                                               | Busted                                                                              | Snas Le Sou         |                  |
| 父 Broken Hearted 1984 鹿毛                                                         | 父の母Smash 1976 鹿毛                                                               | Ash Lawn                                                                            | Charlottesville     | Charlottesville  |
| 父 Broken Hearted 1984 鹿毛                                                         | 父の母Smash 1976 鹿毛                                                               | Ash Lawn                                                                            | Crystal Palace      |                  |
| 母 Queen's Tricks 1985                                                              | 母の父Le Bavard 1971 栗毛                                                           | Devon                                                                               | Worden              | Worden           |
| 母 Queen's Tricks 1985                                                              | 母の父Le Bavard 1971 栗毛                                                           | Devon                                                                               | Sees                |                  |
| 母 Queen's Tricks 1985                                                              | 母の父Le Bavard 1971 栗毛                                                           | Lueur Doree                                                                         | Le Haar             | Le Haar          |
| 母 Queen's Tricks 1985                                                              | 母の父Le Bavard 1971 栗毛                                                           | Lueur Doree                                                                         | Lueur d'Espoir      |                  |
| 母 Queen's Tricks 1985                                                              | 母の母Queen's Folly 1967                                                            | *King's Bench                                                                       | Court Martial       | Court Martial    |
| 母 Queen's Tricks 1985                                                              | 母の母Queen's Folly 1967                                                            | *King's Bench                                                                       | King's Cross        |                  |
| 母 Queen's Tricks 1985                                                              | 母の母Queen's Folly 1967                                                            | Gay Tricks                                                                          | Vulgan              | Vulgan           |
| 母 Queen's Tricks 1985                                                              | 母の母Queen's Folly 1967                                                            | Gay Tricks                                                                          | Miss Gaiety F-No.22 |                  |